# Poggea alata
Poggea alata är en tvåhjärtbladig växtart som beskrevs av Gürke. Poggea alata ingår i släktet Poggea och familjen Achariaceae. Inga underarter finns listade i Catalogue of Life.